# Дзеркальний мат (пат)
|   | a | b | c | d | e | f | g | h |   |
| 8 | a7 чорний пішак · h7 чорний кінь · d5 чорний король · a2 білий пішак · d2 білий ферзь · h2 білий кінь · c1 біла тура · d1 білий король · e1 біла тура | a7 чорний пішак · h7 чорний кінь · d5 чорний король · a2 білий пішак · d2 білий ферзь · h2 білий кінь · c1 біла тура · d1 білий король · e1 біла тура | a7 чорний пішак · h7 чорний кінь · d5 чорний король · a2 білий пішак · d2 білий ферзь · h2 білий кінь · c1 біла тура · d1 білий король · e1 біла тура | a7 чорний пішак · h7 чорний кінь · d5 чорний король · a2 білий пішак · d2 білий ферзь · h2 білий кінь · c1 біла тура · d1 білий король · e1 біла тура | a7 чорний пішак · h7 чорний кінь · d5 чорний король · a2 білий пішак · d2 білий ферзь · h2 білий кінь · c1 біла тура · d1 білий король · e1 біла тура | a7 чорний пішак · h7 чорний кінь · d5 чорний король · a2 білий пішак · d2 білий ферзь · h2 білий кінь · c1 біла тура · d1 білий король · e1 біла тура | a7 чорний пішак · h7 чорний кінь · d5 чорний король · a2 білий пішак · d2 білий ферзь · h2 білий кінь · c1 біла тура · d1 білий король · e1 біла тура | a7 чорний пішак · h7 чорний кінь · d5 чорний король · a2 білий пішак · d2 білий ферзь · h2 білий кінь · c1 біла тура · d1 білий король · e1 біла тура | 8 |
| 7 | a7 чорний пішак · h7 чорний кінь · d5 чорний король · a2 білий пішак · d2 білий ферзь · h2 білий кінь · c1 біла тура · d1 білий король · e1 біла тура | a7 чорний пішак · h7 чорний кінь · d5 чорний король · a2 білий пішак · d2 білий ферзь · h2 білий кінь · c1 біла тура · d1 білий король · e1 біла тура | a7 чорний пішак · h7 чорний кінь · d5 чорний король · a2 білий пішак · d2 білий ферзь · h2 білий кінь · c1 біла тура · d1 білий король · e1 біла тура | a7 чорний пішак · h7 чорний кінь · d5 чорний король · a2 білий пішак · d2 білий ферзь · h2 білий кінь · c1 біла тура · d1 білий король · e1 біла тура | a7 чорний пішак · h7 чорний кінь · d5 чорний король · a2 білий пішак · d2 білий ферзь · h2 білий кінь · c1 біла тура · d1 білий король · e1 біла тура | a7 чорний пішак · h7 чорний кінь · d5 чорний король · a2 білий пішак · d2 білий ферзь · h2 білий кінь · c1 біла тура · d1 білий король · e1 біла тура | a7 чорний пішак · h7 чорний кінь · d5 чорний король · a2 білий пішак · d2 білий ферзь · h2 білий кінь · c1 біла тура · d1 білий король · e1 біла тура | a7 чорний пішак · h7 чорний кінь · d5 чорний король · a2 білий пішак · d2 білий ферзь · h2 білий кінь · c1 біла тура · d1 білий король · e1 біла тура | 7 |
| 6 | a7 чорний пішак · h7 чорний кінь · d5 чорний король · a2 білий пішак · d2 білий ферзь · h2 білий кінь · c1 біла тура · d1 білий король · e1 біла тура | a7 чорний пішак · h7 чорний кінь · d5 чорний король · a2 білий пішак · d2 білий ферзь · h2 білий кінь · c1 біла тура · d1 білий король · e1 біла тура | a7 чорний пішак · h7 чорний кінь · d5 чорний король · a2 білий пішак · d2 білий ферзь · h2 білий кінь · c1 біла тура · d1 білий король · e1 біла тура | a7 чорний пішак · h7 чорний кінь · d5 чорний король · a2 білий пішак · d2 білий ферзь · h2 білий кінь · c1 біла тура · d1 білий король · e1 біла тура | a7 чорний пішак · h7 чорний кінь · d5 чорний король · a2 білий пішак · d2 білий ферзь · h2 білий кінь · c1 біла тура · d1 білий король · e1 біла тура | a7 чорний пішак · h7 чорний кінь · d5 чорний король · a2 білий пішак · d2 білий ферзь · h2 білий кінь · c1 біла тура · d1 білий король · e1 біла тура | a7 чорний пішак · h7 чорний кінь · d5 чорний король · a2 білий пішак · d2 білий ферзь · h2 білий кінь · c1 біла тура · d1 білий король · e1 біла тура | a7 чорний пішак · h7 чорний кінь · d5 чорний король · a2 білий пішак · d2 білий ферзь · h2 білий кінь · c1 біла тура · d1 білий король · e1 біла тура | 6 |
| 5 | a7 чорний пішак · h7 чорний кінь · d5 чорний король · a2 білий пішак · d2 білий ферзь · h2 білий кінь · c1 біла тура · d1 білий король · e1 біла тура | a7 чорний пішак · h7 чорний кінь · d5 чорний король · a2 білий пішак · d2 білий ферзь · h2 білий кінь · c1 біла тура · d1 білий король · e1 біла тура | a7 чорний пішак · h7 чорний кінь · d5 чорний король · a2 білий пішак · d2 білий ферзь · h2 білий кінь · c1 біла тура · d1 білий король · e1 біла тура | a7 чорний пішак · h7 чорний кінь · d5 чорний король · a2 білий пішак · d2 білий ферзь · h2 білий кінь · c1 біла тура · d1 білий король · e1 біла тура | a7 чорний пішак · h7 чорний кінь · d5 чорний король · a2 білий пішак · d2 білий ферзь · h2 білий кінь · c1 біла тура · d1 білий король · e1 біла тура | a7 чорний пішак · h7 чорний кінь · d5 чорний король · a2 білий пішак · d2 білий ферзь · h2 білий кінь · c1 біла тура · d1 білий король · e1 біла тура | a7 чорний пішак · h7 чорний кінь · d5 чорний король · a2 білий пішак · d2 білий ферзь · h2 білий кінь · c1 біла тура · d1 білий король · e1 біла тура | a7 чорний пішак · h7 чорний кінь · d5 чорний король · a2 білий пішак · d2 білий ферзь · h2 білий кінь · c1 біла тура · d1 білий король · e1 біла тура | 5 |
| 4 | a7 чорний пішак · h7 чорний кінь · d5 чорний король · a2 білий пішак · d2 білий ферзь · h2 білий кінь · c1 біла тура · d1 білий король · e1 біла тура | a7 чорний пішак · h7 чорний кінь · d5 чорний король · a2 білий пішак · d2 білий ферзь · h2 білий кінь · c1 біла тура · d1 білий король · e1 біла тура | a7 чорний пішак · h7 чорний кінь · d5 чорний король · a2 білий пішак · d2 білий ферзь · h2 білий кінь · c1 біла тура · d1 білий король · e1 біла тура | a7 чорний пішак · h7 чорний кінь · d5 чорний король · a2 білий пішак · d2 білий ферзь · h2 білий кінь · c1 біла тура · d1 білий король · e1 біла тура | a7 чорний пішак · h7 чорний кінь · d5 чорний король · a2 білий пішак · d2 білий ферзь · h2 білий кінь · c1 біла тура · d1 білий король · e1 біла тура | a7 чорний пішак · h7 чорний кінь · d5 чорний король · a2 білий пішак · d2 білий ферзь · h2 білий кінь · c1 біла тура · d1 білий король · e1 біла тура | a7 чорний пішак · h7 чорний кінь · d5 чорний король · a2 білий пішак · d2 білий ферзь · h2 білий кінь · c1 біла тура · d1 білий король · e1 біла тура | a7 чорний пішак · h7 чорний кінь · d5 чорний король · a2 білий пішак · d2 білий ферзь · h2 білий кінь · c1 біла тура · d1 білий король · e1 біла тура | 4 |
| 3 | a7 чорний пішак · h7 чорний кінь · d5 чорний король · a2 білий пішак · d2 білий ферзь · h2 білий кінь · c1 біла тура · d1 білий король · e1 біла тура | a7 чорний пішак · h7 чорний кінь · d5 чорний король · a2 білий пішак · d2 білий ферзь · h2 білий кінь · c1 біла тура · d1 білий король · e1 біла тура | a7 чорний пішак · h7 чорний кінь · d5 чорний король · a2 білий пішак · d2 білий ферзь · h2 білий кінь · c1 біла тура · d1 білий король · e1 біла тура | a7 чорний пішак · h7 чорний кінь · d5 чорний король · a2 білий пішак · d2 білий ферзь · h2 білий кінь · c1 біла тура · d1 білий король · e1 біла тура | a7 чорний пішак · h7 чорний кінь · d5 чорний король · a2 білий пішак · d2 білий ферзь · h2 білий кінь · c1 біла тура · d1 білий король · e1 біла тура | a7 чорний пішак · h7 чорний кінь · d5 чорний король · a2 білий пішак · d2 білий ферзь · h2 білий кінь · c1 біла тура · d1 білий король · e1 біла тура | a7 чорний пішак · h7 чорний кінь · d5 чорний король · a2 білий пішак · d2 білий ферзь · h2 білий кінь · c1 біла тура · d1 білий король · e1 біла тура | a7 чорний пішак · h7 чорний кінь · d5 чорний король · a2 білий пішак · d2 білий ферзь · h2 білий кінь · c1 біла тура · d1 білий король · e1 біла тура | 3 |
| 2 | a7 чорний пішак · h7 чорний кінь · d5 чорний король · a2 білий пішак · d2 білий ферзь · h2 білий кінь · c1 біла тура · d1 білий король · e1 біла тура | a7 чорний пішак · h7 чорний кінь · d5 чорний король · a2 білий пішак · d2 білий ферзь · h2 білий кінь · c1 біла тура · d1 білий король · e1 біла тура | a7 чорний пішак · h7 чорний кінь · d5 чорний король · a2 білий пішак · d2 білий ферзь · h2 білий кінь · c1 біла тура · d1 білий король · e1 біла тура | a7 чорний пішак · h7 чорний кінь · d5 чорний король · a2 білий пішак · d2 білий ферзь · h2 білий кінь · c1 біла тура · d1 білий король · e1 біла тура | a7 чорний пішак · h7 чорний кінь · d5 чорний король · a2 білий пішак · d2 білий ферзь · h2 білий кінь · c1 біла тура · d1 білий король · e1 біла тура | a7 чорний пішак · h7 чорний кінь · d5 чорний король · a2 білий пішак · d2 білий ферзь · h2 білий кінь · c1 біла тура · d1 білий король · e1 біла тура | a7 чорний пішак · h7 чорний кінь · d5 чорний король · a2 білий пішак · d2 білий ферзь · h2 білий кінь · c1 біла тура · d1 білий король · e1 біла тура | a7 чорний пішак · h7 чорний кінь · d5 чорний король · a2 білий пішак · d2 білий ферзь · h2 білий кінь · c1 біла тура · d1 білий король · e1 біла тура | 2 |
| 1 | a7 чорний пішак · h7 чорний кінь · d5 чорний король · a2 білий пішак · d2 білий ферзь · h2 білий кінь · c1 біла тура · d1 білий король · e1 біла тура | a7 чорний пішак · h7 чорний кінь · d5 чорний король · a2 білий пішак · d2 білий ферзь · h2 білий кінь · c1 біла тура · d1 білий король · e1 біла тура | a7 чорний пішак · h7 чорний кінь · d5 чорний король · a2 білий пішак · d2 білий ферзь · h2 білий кінь · c1 біла тура · d1 білий король · e1 біла тура | a7 чорний пішак · h7 чорний кінь · d5 чорний король · a2 білий пішак · d2 білий ферзь · h2 білий кінь · c1 біла тура · d1 білий король · e1 біла тура | a7 чорний пішак · h7 чорний кінь · d5 чорний король · a2 білий пішак · d2 білий ферзь · h2 білий кінь · c1 біла тура · d1 білий король · e1 біла тура | a7 чорний пішак · h7 чорний кінь · d5 чорний король · a2 білий пішак · d2 білий ферзь · h2 білий кінь · c1 біла тура · d1 білий король · e1 біла тура | a7 чорний пішак · h7 чорний кінь · d5 чорний король · a2 білий пішак · d2 білий ферзь · h2 білий кінь · c1 біла тура · d1 білий король · e1 біла тура | a7 чорний пішак · h7 чорний кінь · d5 чорний король · a2 білий пішак · d2 білий ферзь · h2 білий кінь · c1 біла тура · d1 білий король · e1 біла тура | 1 |
|   | a | b | c | d | e | f | g | h |   |

|   | a | b | c | d | e | f | g | h |   |
| 8 | a7 чорний пішак · h7 чорний кінь · d5 чорний король · f5 білий кінь · a2 білий пішак · c1 біла тура · d1 білий король · e1 біла тура | a7 чорний пішак · h7 чорний кінь · d5 чорний король · f5 білий кінь · a2 білий пішак · c1 біла тура · d1 білий король · e1 біла тура | a7 чорний пішак · h7 чорний кінь · d5 чорний король · f5 білий кінь · a2 білий пішак · c1 біла тура · d1 білий король · e1 біла тура | a7 чорний пішак · h7 чорний кінь · d5 чорний король · f5 білий кінь · a2 білий пішак · c1 біла тура · d1 білий король · e1 біла тура | a7 чорний пішак · h7 чорний кінь · d5 чорний король · f5 білий кінь · a2 білий пішак · c1 біла тура · d1 білий король · e1 біла тура | a7 чорний пішак · h7 чорний кінь · d5 чорний король · f5 білий кінь · a2 білий пішак · c1 біла тура · d1 білий король · e1 біла тура | a7 чорний пішак · h7 чорний кінь · d5 чорний король · f5 білий кінь · a2 білий пішак · c1 біла тура · d1 білий король · e1 біла тура | a7 чорний пішак · h7 чорний кінь · d5 чорний король · f5 білий кінь · a2 білий пішак · c1 біла тура · d1 білий король · e1 біла тура | 8 |
| 7 | a7 чорний пішак · h7 чорний кінь · d5 чорний король · f5 білий кінь · a2 білий пішак · c1 біла тура · d1 білий король · e1 біла тура | a7 чорний пішак · h7 чорний кінь · d5 чорний король · f5 білий кінь · a2 білий пішак · c1 біла тура · d1 білий король · e1 біла тура | a7 чорний пішак · h7 чорний кінь · d5 чорний король · f5 білий кінь · a2 білий пішак · c1 біла тура · d1 білий король · e1 біла тура | a7 чорний пішак · h7 чорний кінь · d5 чорний король · f5 білий кінь · a2 білий пішак · c1 біла тура · d1 білий король · e1 біла тура | a7 чорний пішак · h7 чорний кінь · d5 чорний король · f5 білий кінь · a2 білий пішак · c1 біла тура · d1 білий король · e1 біла тура | a7 чорний пішак · h7 чорний кінь · d5 чорний король · f5 білий кінь · a2 білий пішак · c1 біла тура · d1 білий король · e1 біла тура | a7 чорний пішак · h7 чорний кінь · d5 чорний король · f5 білий кінь · a2 білий пішак · c1 біла тура · d1 білий король · e1 біла тура | a7 чорний пішак · h7 чорний кінь · d5 чорний король · f5 білий кінь · a2 білий пішак · c1 біла тура · d1 білий король · e1 біла тура | 7 |
| 6 | a7 чорний пішак · h7 чорний кінь · d5 чорний король · f5 білий кінь · a2 білий пішак · c1 біла тура · d1 білий король · e1 біла тура | a7 чорний пішак · h7 чорний кінь · d5 чорний король · f5 білий кінь · a2 білий пішак · c1 біла тура · d1 білий король · e1 біла тура | a7 чорний пішак · h7 чорний кінь · d5 чорний король · f5 білий кінь · a2 білий пішак · c1 біла тура · d1 білий король · e1 біла тура | a7 чорний пішак · h7 чорний кінь · d5 чорний король · f5 білий кінь · a2 білий пішак · c1 біла тура · d1 білий король · e1 біла тура | a7 чорний пішак · h7 чорний кінь · d5 чорний король · f5 білий кінь · a2 білий пішак · c1 біла тура · d1 білий король · e1 біла тура | a7 чорний пішак · h7 чорний кінь · d5 чорний король · f5 білий кінь · a2 білий пішак · c1 біла тура · d1 білий король · e1 біла тура | a7 чорний пішак · h7 чорний кінь · d5 чорний король · f5 білий кінь · a2 білий пішак · c1 біла тура · d1 білий король · e1 біла тура | a7 чорний пішак · h7 чорний кінь · d5 чорний король · f5 білий кінь · a2 білий пішак · c1 біла тура · d1 білий король · e1 біла тура | 6 |
| 5 | a7 чорний пішак · h7 чорний кінь · d5 чорний король · f5 білий кінь · a2 білий пішак · c1 біла тура · d1 білий король · e1 біла тура | a7 чорний пішак · h7 чорний кінь · d5 чорний король · f5 білий кінь · a2 білий пішак · c1 біла тура · d1 білий король · e1 біла тура | a7 чорний пішак · h7 чорний кінь · d5 чорний король · f5 білий кінь · a2 білий пішак · c1 біла тура · d1 білий король · e1 біла тура | a7 чорний пішак · h7 чорний кінь · d5 чорний король · f5 білий кінь · a2 білий пішак · c1 біла тура · d1 білий король · e1 біла тура | a7 чорний пішак · h7 чорний кінь · d5 чорний король · f5 білий кінь · a2 білий пішак · c1 біла тура · d1 білий король · e1 біла тура | a7 чорний пішак · h7 чорний кінь · d5 чорний король · f5 білий кінь · a2 білий пішак · c1 біла тура · d1 білий король · e1 біла тура | a7 чорний пішак · h7 чорний кінь · d5 чорний король · f5 білий кінь · a2 білий пішак · c1 біла тура · d1 білий король · e1 біла тура | a7 чорний пішак · h7 чорний кінь · d5 чорний король · f5 білий кінь · a2 білий пішак · c1 біла тура · d1 білий король · e1 біла тура | 5 |
| 4 | a7 чорний пішак · h7 чорний кінь · d5 чорний король · f5 білий кінь · a2 білий пішак · c1 біла тура · d1 білий король · e1 біла тура | a7 чорний пішак · h7 чорний кінь · d5 чорний король · f5 білий кінь · a2 білий пішак · c1 біла тура · d1 білий король · e1 біла тура | a7 чорний пішак · h7 чорний кінь · d5 чорний король · f5 білий кінь · a2 білий пішак · c1 біла тура · d1 білий король · e1 біла тура | a7 чорний пішак · h7 чорний кінь · d5 чорний король · f5 білий кінь · a2 білий пішак · c1 біла тура · d1 білий король · e1 біла тура | a7 чорний пішак · h7 чорний кінь · d5 чорний король · f5 білий кінь · a2 білий пішак · c1 біла тура · d1 білий король · e1 біла тура | a7 чорний пішак · h7 чорний кінь · d5 чорний король · f5 білий кінь · a2 білий пішак · c1 біла тура · d1 білий король · e1 біла тура | a7 чорний пішак · h7 чорний кінь · d5 чорний король · f5 білий кінь · a2 білий пішак · c1 біла тура · d1 білий король · e1 біла тура | a7 чорний пішак · h7 чорний кінь · d5 чорний король · f5 білий кінь · a2 білий пішак · c1 біла тура · d1 білий король · e1 біла тура | 4 |
| 3 | a7 чорний пішак · h7 чорний кінь · d5 чорний король · f5 білий кінь · a2 білий пішак · c1 біла тура · d1 білий король · e1 біла тура | a7 чорний пішак · h7 чорний кінь · d5 чорний король · f5 білий кінь · a2 білий пішак · c1 біла тура · d1 білий король · e1 біла тура | a7 чорний пішак · h7 чорний кінь · d5 чорний король · f5 білий кінь · a2 білий пішак · c1 біла тура · d1 білий король · e1 біла тура | a7 чорний пішак · h7 чорний кінь · d5 чорний король · f5 білий кінь · a2 білий пішак · c1 біла тура · d1 білий король · e1 біла тура | a7 чорний пішак · h7 чорний кінь · d5 чорний король · f5 білий кінь · a2 білий пішак · c1 біла тура · d1 білий король · e1 біла тура | a7 чорний пішак · h7 чорний кінь · d5 чорний король · f5 білий кінь · a2 білий пішак · c1 біла тура · d1 білий король · e1 біла тура | a7 чорний пішак · h7 чорний кінь · d5 чорний король · f5 білий кінь · a2 білий пішак · c1 біла тура · d1 білий король · e1 біла тура | a7 чорний пішак · h7 чорний кінь · d5 чорний король · f5 білий кінь · a2 білий пішак · c1 біла тура · d1 білий король · e1 біла тура | 3 |
| 2 | a7 чорний пішак · h7 чорний кінь · d5 чорний король · f5 білий кінь · a2 білий пішак · c1 біла тура · d1 білий король · e1 біла тура | a7 чорний пішак · h7 чорний кінь · d5 чорний король · f5 білий кінь · a2 білий пішак · c1 біла тура · d1 білий король · e1 біла тура | a7 чорний пішак · h7 чорний кінь · d5 чорний король · f5 білий кінь · a2 білий пішак · c1 біла тура · d1 білий король · e1 біла тура | a7 чорний пішак · h7 чорний кінь · d5 чорний король · f5 білий кінь · a2 білий пішак · c1 біла тура · d1 білий король · e1 біла тура | a7 чорний пішак · h7 чорний кінь · d5 чорний король · f5 білий кінь · a2 білий пішак · c1 біла тура · d1 білий король · e1 біла тура | a7 чорний пішак · h7 чорний кінь · d5 чорний король · f5 білий кінь · a2 білий пішак · c1 біла тура · d1 білий король · e1 біла тура | a7 чорний пішак · h7 чорний кінь · d5 чорний король · f5 білий кінь · a2 білий пішак · c1 біла тура · d1 білий король · e1 біла тура | a7 чорний пішак · h7 чорний кінь · d5 чорний король · f5 білий кінь · a2 білий пішак · c1 біла тура · d1 білий король · e1 біла тура | 2 |
| 1 | a7 чорний пішак · h7 чорний кінь · d5 чорний король · f5 білий кінь · a2 білий пішак · c1 біла тура · d1 білий король · e1 біла тура | a7 чорний пішак · h7 чорний кінь · d5 чорний король · f5 білий кінь · a2 білий пішак · c1 біла тура · d1 білий король · e1 біла тура | a7 чорний пішак · h7 чорний кінь · d5 чорний король · f5 білий кінь · a2 білий пішак · c1 біла тура · d1 білий король · e1 біла тура | a7 чорний пішак · h7 чорний кінь · d5 чорний король · f5 білий кінь · a2 білий пішак · c1 біла тура · d1 білий король · e1 біла тура | a7 чорний пішак · h7 чорний кінь · d5 чорний король · f5 білий кінь · a2 білий пішак · c1 біла тура · d1 білий король · e1 біла тура | a7 чорний пішак · h7 чорний кінь · d5 чорний король · f5 білий кінь · a2 білий пішак · c1 біла тура · d1 білий король · e1 біла тура | a7 чорний пішак · h7 чорний кінь · d5 чорний король · f5 білий кінь · a2 білий пішак · c1 біла тура · d1 білий король · e1 біла тура | a7 чорний пішак · h7 чорний кінь · d5 чорний король · f5 білий кінь · a2 білий пішак · c1 біла тура · d1 білий король · e1 біла тура | 1 |
|   | a | b | c | d | e | f | g | h |   |

Дзеркальний мат — різновид позиції мату в шахах, в якому всі позиції навколо короля, якого атакують, вільні. Він особливо витончений, якщо король знаходиться не біля краю дошки. 

Аналогічно, в позиції дзеркального пату всі поля навколо короля теж вільні.
Дзеркальний мат є популярною темою шахової композиції.

## Див.також
- Мат (шахи)
- Пат